# Владимирский тяжеловоз
Владимирский тяжеловоз — тяжелоупряжная порода лошадей, выведенная в Союзе ССР. 
Лошади этой тяжелоупряжной породы сыграли большую роль в восстановлении народного хозяйства Союза Советских Социалистических Республик в послевоенные годы. Типичный массивный тяжеловоз высокого роста.

## История породы
Выводить породу начали во второй половине XIX века, когда в Россию стали завозить европейских тяжеловозов: клейдесдалей, першеронов и шайров. Селекцию проводили путём скрещивания с местными кобылами. Владимирский тяжеловоз был выведен в 1930—1935 годах в племенных совхозах и на племзаводах Юрьев-Польского и Суздальского районов Владимирской области и Гаврилово-Посадского района Ивановской области. Головные предприятия — Гаврилово-Посадский конный завод и Юрьев-Польский конный завод.
Основу селекции составили клейдесдали, родоначальниками стали гнедые Лорд Джеймс и Глен Албин и тёмно-гнедой Бордер Бренд. Меньшее влияние оказали шайры. Официально, порода была зарегистрирована в 1946 году.
На экологической площадке V Владимирского межрегионального экономического форума, проходившего в мае 2017 года под девизом «Золотое кольцо России — 50. Предпринимательство и туризм: инвестиции в будущее», обсуждалась судьба бренда «Владимирский тяжеловоз».

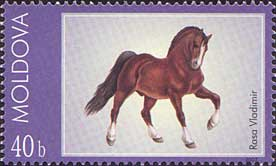

## Описание
Масть гнедая (самая распространенная), караковая, бурая, вороная, рыжая. Приветствуются белые отметины ног и головы, однако не являются обязательными. 
Существует два внутрипородных типа: Юрьев-Польский и Гаврилов-Посадский. Юрьев-Польский, как правило, ниже ростом, короче корпус и шея, но при этом мощный костяк. Гаврилов-Посадский тип характеризуется более длинным корпусом и шеей, более изящный, чаще всего выше ростом.
Вне зависимости от внутрипородного типа у владимирцев широкая и глубокая грудная клетка, конституция сухая, голова крупная с выпуклым или прямым профилем, шея длинная или средней длины и мускулистая, холка длинная, средневыраженная, лопатки длинные, скошенные, круп длинный, немного опущен, ноги длинные и сухие, копыта крупные, прочные и плоские. Это энергичные и подвижные лошади.
Приветствуется оброслость ног (щетки), однако в основном лошади не склонны к развитию мокрецов. Темперамент спокойный, флегматичный. Движения на шагу и рыси размашистые, свободные.

## Практическое значение
Для вспашки тяжёлых суглинков требовалась сильная лошадь. В гужевом транспорте большое значение имела способность коней везти груз весом 500—600 килограмм.
Также лошади-тяжеловозы широко использовались в армии.
На данный момент владимирские тяжеловозы в основном используются как хобби-лошади для конных прогулок, для работы в упряжи (в том числе в русских тройках и четвериках), а также в качестве улучшателей для аборигенных лошадей.